# 4TE130型柴油机车
4TE130型柴油机车（俄語：4ТЭ130）是苏联的超大功率干线货运柴油机车车型之一，是为满足贝阿铁路的运输需要，由位于乌克兰的伏罗希洛夫格勒内燃机车制造厂于1982年研制成功。4TE130型机车是在2TE116A型机车的基础上开发的四节式柴油机车，单节功率为3000马力，机车总功率为12000马力。该型机车仅试制了一组并未投入批量生产，后来被改造成两组双节式2TE130型机车。

## 发展历史
1974年，苏联政府正式签署了正式动工修建“贝加尔—阿穆尔铁路干线”（贝阿铁路）的命令，标志着经历超过二十年的停工后，苏联正式开始全线动工修建全长3145公里的贝阿铁路。贝阿铁路西接西伯利亚铁路支线上的乌斯季库特，东迄阿穆尔河畔共青城，再接上原有支线直通苏维埃港。1975年1月3日，苏联重型机械工业部向伏罗希洛夫格勒内燃机车制造厂下发了14-3100号文件，要求开发研制适用于贝阿铁路的超大功率干线货运柴油机车，其中指出机车必须满足温带及寒带气候、最大限制坡度达19‰的使用条件。1976年3月4日，苏联交通部又向伏罗希洛夫格勒工厂下发了14-ЦТ号文件，提出了开发研制12000马力干线货运柴油机车的技术指标。
虽然在当时伏罗希洛夫格勒工厂已经开始研制单节功率达4000马力的2TE121型柴油机车，但为顾及机务部门及机车修理厂的检修能力，重型机械工业部及交通部最终决定在贝阿铁路采用单节功率3000马力的四节式柴油机车，即单节功率等级与2TE10、2TE116型机车相同。1976年6月5日，苏联部长会议常务委员会颁布了一项法令，审议通过重型机械工业部于1975年12月22日上报的四节式柴油机车技术要求。1981年12月15日，苏联交通部总工程师别夫兹恩科（Бевзенко А. Н.）同意伏罗希洛夫格勒工厂，按已通过的技术要求（ТУ24.04.505-81）开始试制四节式的4TE130型机车。
1982年底，伏罗希洛夫格勒工厂试制了首台4TE130型机车。由于贝阿铁路修建在冻土地带上，沿线地区的气候非常寒冷，4TE130型机车特别加强了防寒保暖措施。在结构上，4TE130型机车与1981年研制的2TE116A型机车十分相似，机车的车体、主要机械设备和电气设备的结构与2TE121型柴油机车（005号以后）实现了最大程度的统一化，而走行部则沿用与2TE116型机车相同的转向架。因此，和2TE116A型机车一样，“沉重”的车体与“轻小”的转向架构成了“头重脚轻”的强烈对比，车体底架与转向架构架之间的间隙大得甚至还能让一个人钻过去。4TE130型机车装用5-9ДГ型柴油发电机组，包括5-5Д49型柴油机及А-714УХЛ2型牵引发电机组，柴油机装车功率为3000马力。
1983年，4TE130-0001号机车在工厂内进行了调试。1984年，随着贝阿铁路全线竣工，4TE130型机车与3TE10M、4TE10S型机车进行了对比试验。然而，4TE130型机车没有得到进一步的发展，亦未被批准投入批量生产，在单机3000马力这一功率等级范围内，已经批量生产及累积了较多经验的TE10系列机车被证明为较好的选择。苏联交通部最终决定在贝阿铁路使用3TE10M、4TE10S型机车，担当重载货物列车的牵引任务。
不久之后，4TE130型机车被改造成两组双节式2TE130型机车，并配属于乌克兰的顿涅茨克铁路局红利曼机务段投入运用，后改配属于波帕斯納机务段。由于这种机车产量不大，机车配件供应亦无法得到保障，对机车的检修造成很大困难，两组2TE130型机车于1990年报废及拆解，仅余下其中一节车体在波帕斯納机务段内，作为储物室使用。

## 技术特点

### 总体结构
4TE130型柴油机车是四节重联的二十四轴超大功率干线货运用柴油机车，能确保在-50℃～40℃的环境温度下实现全天候稳定运行。每组机车由四节六轴机车通过车钩、通过台、重联线等连接而成，首尾两节机车设有司机室，而另外两节中间机车虽然不设司机室，但仍设有用于调车的简易控制台。车体结构与2TE121型机车（005号以后）基本相同，采用了整体承载结构的桁架式侧壁承载车体，车体是一个由车架（下弦梁）、侧墙、上弦梁、等部件焊接成一个完整的箱形结构。底架和车体结构中广泛采用低合金钢焊接结构，底架由厚度为4～6毫米的的箱形截面纵向侧梁组成，侧梁之间用钢板联结，其中的空间亦是中央通风冷却系统的送风道。燃油箱及总风缸吊挂在底架中部。囊式司机室整体通过橡胶垫固定到车架上，能有效减少司机室承受的噪音及振动。除了司机室之外车体其他部分的铝制顶盖均为可拆式，以方便组装及维修。4TE130型机车采用集中式中央通风冷却系统，由柴油机曲轴驱动的轴流式风扇，通过车体侧壁的百叶窗及空气滤清装置抽入冷风，经过通风支路为牵引发电机、牵引电机、整流装置进行冷却，中央通风冷却系统具有空气流量大、空气过滤效果好、减少辅助功率消耗等优点。全车所有通风机均采用鼠笼式三相异步电动机驱动。

### 柴油机
机车装用一台与2TE116A型机车相同的5-5Д49型柴油机（苏联国家标准GOST型号为16ЧН26/26），为16气缸、四冲程、二级增压带中间冷却的V型中速柴油机，是在2TE121型机车所使用的2В-5Д49型柴油机基础上，为适应寒冷气候的使用环境改进而成。柴油机装车功率为3000马力（2,942千瓦），气缸直径为260毫米，活塞行程为260毫米，额定转速为每分钟1000转，最低稳定转速为每分钟350转。柴油机采用了二级增压系统，第一级是单级轴流式废气涡轮增压器，第二级是由离心式鼓风机组成的单级机械增压器，两级增压器之间设有增压空气中间冷却器（中冷器）。
柴油机的冷却水系统分为高温冷却水系统及低温冷却水系统。高温水系统是柴油机冷却水的系统，而低温水系统是为机油热交换器及中冷器而设的冷却水系统。冷却装置由散热器与风扇组成，冷却水带出的热能在散热器中传给空气而冷却。机车并设有一台ПСГ-УХЛ2型启动发电机，通过齿轮变速箱直接与柴油机曲轴相连。启动发电机为一台直流电机，在机车起动时启动发电机由蓄电池供电，作为串励直流电动机运转并驱动柴油机起动；当机车完成启动后它又变为他励直流发电机，输出120伏直流电，供蓄电池充电、机车控制电路及照明设备用电。

### 传动系统
机车传动装置采用交—直流电传动，传动系统与2TE116A型机车相同。柴油机通过联轴器直接驱动一台三相交流同步牵引发电机，经硅整流装置转换成直流电后，供给六台并联的牵引电动机。牵引发电机与辅助发电机采用整合式设计，机车采用由哈尔科夫重型电机厂设计制造的А-714УХЛ2型牵引发电机组，是由设在同一焊接机座内的两台同步发电机组成，机组总重8200公斤，冷却方式为强迫通风。牵引发电机为凸极式三相交流他励同步发电机，额定功率为2800千瓦。辅助发电机为一台400千瓦的自励同步发电机，为机车上的辅助机械包括通风机、油泵、水泵、空气压缩机等设备供电，同时经过整流为直流电后给牵引发电机励磁。机车并具有发电机恒功率励磁调节功能，以充分利用柴油机的功率。
牵引发电机发出的三相交流电由УВКТ-9У2型硅整流装置转换成直流电，整流装置设有二组并联的三相桥式整流电路，整流电路每一桥臂有九个并联支路，每个支路有二个串联连接的ВЛ200-8型雪崩整流二极管，全套整流装置共有216个二极管元件，额定输出电压为800伏（5400安培）。
牵引电动机采用ЭД-125БУХЛ1型六极串励直流牵引电动机，额定功率为410千瓦，实际使用功率为310千瓦，额定电压为536伏（750安培），最高工作电压为840伏（600安培）。此外，4TE130型机车并设有具备全功率自负荷试验功能的电阻制动装置，在电阻制动工况时牵引电动机变为他励直流发电机工作，并与制动电阻相联，单节最大制动功率为2700千瓦。

### 转向架
走行部为无导框式三轴转向架，与2TE116型机车的转向架相同，但构架改为使用低合金钢制造，以确保有更好的强度及耐寒性。转向架的“目”字形构架由箱形截面的纵梁和横梁焊接而成，滚柱轴承轴箱采用拉杆式定位结构。一系独立悬挂采用螺旋弹簧及橡胶垫；二系悬挂采用橡胶堆旁承。车体全部重量通过四点式橡胶堆旁承由两台转向架支承，牵引力和制动力通过心盘传递。牵引电动机采用抱轴式半悬挂安装在转向架上。

## 参看
- 2TE116型柴油机车
- 2TE121型柴油机车
- 2TE126型柴油机车
- TE136型柴油机车